# ماسائو آرای
ماسائو آرای (انگلیسی: Masao Arai؛ زادهٔ ۶ ژوئن ۱۹۴۹) کشتی‌گیر اهل ژاپن بود.